# Manelich Castilla Craviotto
Manelich Castilla Craviotto (Mérida, Yucatán; 11 de diciembre de 1973) es un abogado y maestro en Ciencias Penales, con especialización en Ciencia Jurídico Penal; fue el último Comisionado General de la Policía Federal de México en el sexenio del presidente Enrique Peña Nieto.

## Formación Académica
Es egresado con mención honorífica de la Licenciatura en Derecho por la Universidad Latina. 
En el Instituto Nacional de Ciencias Penales cursó la maestría en Ciencias Penales, con especialización en Ciencia Jurídico Penal. 
Cuenta con capacitación a nivel nacional e internacional, entre la que destaca la impartida por la Policía Nacional de Colombia, el Buró Federal de Investigaciones de Estados Unidos, y la Policía Montada de Canadá. Dicha capacitación internacional en materias de gerencia policial y liderazgo, se suman a otras en el rubro de seguridad e impartición de justicia.

## Actividad Docente
Es profesor en el Instituto Nacional de Ciencias Penales, donde desarrolló la materia “Mejores prácticas para el desempeño policial en el combate al crimen organizado”, integrada en el curso de actualización profesional para la Policía Federal Ministerial.
Asimismo, generó las bases  de la materia “Metodología de la Investigación Policial en el Sistema Acusatorio”, en la que también da cátedra. 
Es profesor de otras materias impartidas en cursos de profesionalización y maestría del INACIPE, entre las que se incluyen Conceptos Fundamentales del Derecho Penal y Crimonología, Corrientes Criminólogas y Derecho Procesal Penal.
En la Universidad Nacional Autónoma de México (UNAM), participó como catedrático en la Unidad de Posgrado y la Facultad de Derecho. Asimismo, en el caso de la Universidad del Pedregal, ha participado como profesor a nivel licenciatura y maestría.

## Trayectoria
En la iniciativa privada se desempeñó como director nacional del Programa de Justicia de la Fundación Telmex durante seis años, durante los cuales atendió la misión de que a través de fianzas sociales se lograra la liberación de personas de escasos recursos, que como primodelincuentes, se encontraban presas por delitos menores.
Previamente fue becario y coordinador de capacitación y desarrollo del Programa Educativo de la Fundación Telmex.
En la Policía Federal de México se desempeñó como Coordinador Estatal de la Institución en San Luis Potosí, con la misión de coordinar, desarrollar, implementar las acciones de la Policía Federal en su respectiva circunscripción territorial.
Fue nombrado Titular de la División de Seguridad Regional, área que tiene a su cargo mantener la seguridad en carreteras federales, aeropuertos y cruces fronterizos, además de diseñar y evaluar los métodos de análisis de información para generar inteligencia estratégica en las Coordinaciones Estatales, lo que permite prevenir y combatir la comisión de delitos.
En el ámbito internacional se desempeñó como Ministro Agregado de la Policía Federal en la Embajada de México en Colombia. En septiembre de 2016, bajo el encargo de Jefe de la Policía Federal de México, recibió el nombramiento de Presidente de la Comunidad de Policías de América (AMERIPOL).
Hasta antes de su nombramiento como Comisionado General, se desempeñó como el primer Titular de la División de Gendarmería. Esta séptima División de la Policía Federal tiene como razón y misión la protección de la integridad de las personas y las fuentes de trabajo, para que mediante acciones de seguridad se logren condiciones de prosperidad para la comunidad. Se trata de un nuevo modelo de operación policial que actúa en las regiones o zonas donde es necesario fortalecer las capacidades institucionales y la presencia territorial del Estado para que las personas desarrollen sus actividades con normalidad.